# Rutilia setosa
Rutilia setosa är en tvåvingeart som beskrevs av Macquart 1847. Rutilia setosa ingår i släktet Rutilia och familjen parasitflugor. Inga underarter finns listade i Catalogue of Life.